# Alfons Pape
Alfons Pape (* 20. Juni 1885 in Halle (Saale); † 2. April 1950 in Hannover) war ein deutscher Schauspieler, Theaterregisseur und Theaterleiter.

## Leben
Der noch in der späten Gründerzeit des Deutschen Kaiserreichs 1885 in Halle geborene Alfons Pape machte sich zunächst in München als Schauspieler einen Namen, insbesondere am Bayerischen Staatstheater. 1932 wurde er wegen eines Sittenverstoßes entlassen, in den auch die Literaturhistorikerin Grete Litzmann verwickelt war.
Als Nachfolger von Georg Altmann, der am 22. März 1933 als Schauspielintendant der Städtischen Bühnen in Hannover entlassen wurde, wurde Pape zunächst zum hannoverschen Schauspieldirektor, im Folgejahr 1934 zum Intendanten ernannt. 1943 wurde er in den Ruhestand versetzt.